# بييرو لياتي
بييرو لياتي (بالإيطالية: Piero Liatti)‏ مواليد 7 مارس 1962 في بييلا، هو سائق راليات إيطالي بدأ مسيرته في سنة 1990. كان أول رالي له هو رالي سانريمو 1990. تسابق في بطولة العالم للراليات. فاز بـ سباق رالي واحد. صعد على المنصة 9 مرات خلال مسيرته.

## فرق مثلها
- سوبارو
- شركة فورد
- سيات

## روابط خارجية
- بييرو لياتي على موقع Rallye-info.com (الإنجليزية)
- بييرو لياتي على موقع eWRC-results.com (الإنجليزية)